# Friedrich zu Castell-Castell
Friedrich Graf zu Castell-Castell (* 28. August 1874 in Großgmain; † 2. Dezember 1919 in Dresden) war ein sächsischer Ministerial- und Verwaltungsbeamter.

## Leben
Friedrich zu Castell-Castell war Sohn des Obersthofmeisters des Königs von Bayern und Königlicher bayerischer Generalleutnant à la Suite der Armee Gustav zu Castell-Castell (1829–1910) und der Elisabeth geb. Gräfin Brühl. Nach dem Gymnasialabschluss 1892 am Wilhelmsgymnasium München studierte er an der Ludwig-Maximilians-Universität München, der Universität Lausanne und der Rheinischen Friedrich-Wilhelms-Universität Rechtswissenschaften. In Lausanne wurde er Mitglied der Studentenverbindung Germania Lausanne, 1895 wurde er zudem Mitglied des Corps Borussia Bonn. Nach dem Studium trat er in den sächsischen Staatsdienst ein. 1902 war er Königlicher sächsischer Assessor in Dresden. Er wurde Legationsrat im Ministerium der Auswärtigen Angelegenheiten in Dresden. In seiner Eigenschaft als Bevollmächtigter der Herrschaft Wildenfels war Castell-Castell von 1909 bis 1914 Abgeordneter der I. Kammer des Sächsischen Landtags. Von 1914 bis 1918 war er Amtshauptmann der Amtshauptmannschaft Oschatz 1918 wechselte er in die Amtshauptmannschaft Dresden-Neustadt, wo er bis zu seinem Tod Amtshauptmann war. Zu Castell-Castell war Rittmeister à la suite der Armee. Er war verheiratet mit Caroline Gräfin von Hohenthal und Bergen, Tochter des sächsischen Innen- und Außenministers Wilhelm von Hohenthal. Sie hatten eine Tochter.
Sein Onkel war Karl von Brühl-Renard, Schlossherr von Schloss Seifersdorf und Fideikommissherr von Schloss Groß Strehlitz/Polen ehem. Oberschlesien. Seine Mutter Elisabeth stammt von der Seifersdorfer Familie von Brühl ab und hat in die Familie Castell-Castell eingeheiratet.
Castell ist in Seifersdorf bei Radeberg beigesetzt.

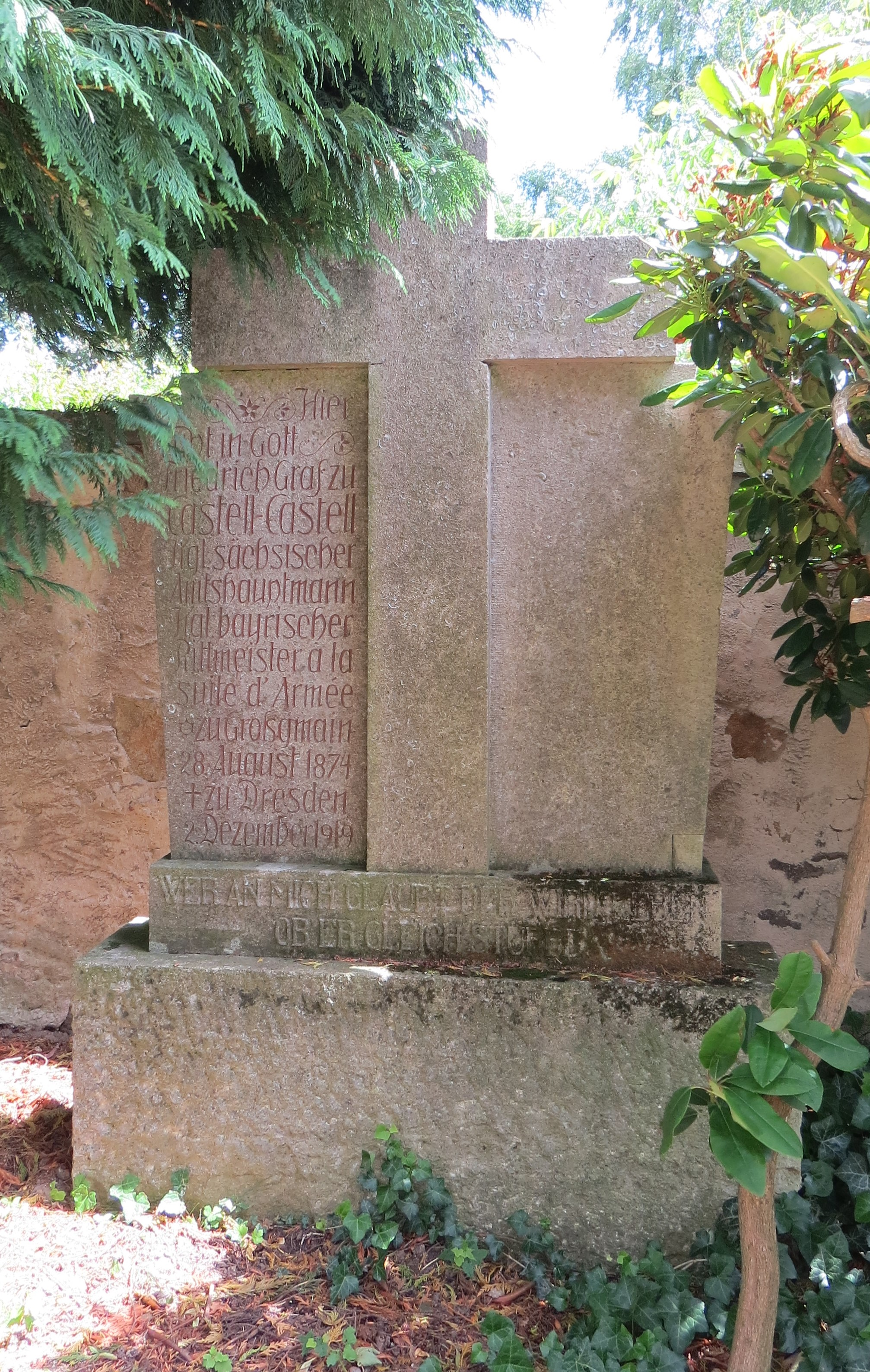
Grab Friedrich zu Castell-Castell in Seifersdorf bei Radeberg